# Teorema adiabàtic
El teorema adiabàtic és un concepte de mecànica quàntica. La seva forma original, deguda a Max Born i Vladimir Fock (1928), s'indicava de la següent manera:
Un sistema físic roman en el seu estat propi instantani si una pertorbació donada actua sobre ell prou lentament i si hi ha una bretxa entre el valor propi i la resta de l'espectre de l'Hamiltonià.
En termes més senzills, un sistema mecànic quàntic sotmès a condicions externes que canvien gradualment adapta la seva forma funcional, però quan està sotmès a condicions que varien ràpidament no hi ha temps suficient perquè la forma funcional s'adapti, de manera que la densitat de probabilitat espacial es manté inalterada.
Processos diabàtics vs. adiabàtics:
| Diabàtic | Adiabàtic |
| --- | --- |
| Les condicions que canvien ràpidament impedeixen que el sistema adapti la seva configuració durant el procés, per tant, la densitat de probabilitat espacial es manté inalterada. Normalment no hi ha estat propi de l'hammiltonià final amb la mateixa forma funcional que l'estat inicial. El sistema acaba en una combinació lineal d'estats que sumen per reproduir la densitat de probabilitat inicial. | Les condicions que canvien gradualment permeten al sistema adaptar la seva configuració, per tant la densitat de probabilitat es modifica pel procés. Si el sistema comença en un estat propi de l'Hamiltonià inicial, acabarà en l'estat propi corresponent de l'Hamiltonià final. |

En algun moment inicial {\displaystyle t_{0}} un sistema de mecànica quàntica té una energia donada per l'Hamiltonià {\displaystyle {\hat {H}}(t_{0})}; el sistema es troba en un estat propi de {\displaystyle {\hat {H}}(t_{0})} etiquetat {\displaystyle \psi (x,t_{0})}. Les condicions canviants modifiquen l'hammiltonià de manera contínua, donant lloc a un hamiltonià final {\displaystyle {\hat {H}}(t_{1})} en algun moment posterior {\displaystyle t_{1}}. El sistema evolucionarà segons l'equació de Schrödinger depenent del temps, per arribar a un estat final {\displaystyle \psi (x,t_{1})}. El teorema adiabàtic estableix que la modificació del sistema depèn críticament del temps {\displaystyle \tau =t_{1}-t_{0}} durant el qual es produeix la modificació.
Exemples de sistemes: Pèndol simple
Com a exemple, considerem un pèndol que oscil·la en un pla vertical. Si es mou el suport, canviarà el mode d'oscil·lació del pèndol. Si el suport es mou prou lentament, el moviment del pèndol respecte al suport es mantindrà sense canvis. Un canvi gradual de les condicions externes permet que el sistema s'adapti, de manera que conservi el seu caràcter inicial. L'exemple clàssic detallat està disponible a la pàgina d'invariants adiabàtics i aquí.